# مسجد جامع خدا کرم
مسجد جامع خدا کرم مربوط به اواخر دوره قاجار است و در همدان، ضلع شرقی خیابان شهدا واقع شده و این اثر در تاریخ ۲۵ اسفند ۱۳۸۰ با شمارهٔ ثبت ۵۰۴۴ به‌عنوان یکی از آثار ملی ایران به ثبت رسیده است.